# Turkmenistán en los Juegos Olímpicos de la Juventud 2018
Turkmenistán compitió en los Juegos Olímpicos de la Juventud 2018 en Buenos Aires, Argentina, celebrados entre el 6 y el 18 de octubre de 2018. Su delegación estuvo conformada por 10 atletas en 5 disciplinas y no logró sumar medallas en los juegos.

## Medallero
| Medalla | Oro | Plata | Bronce | Total |
| ------- | --- | ----- | ------ | ----- |
| Total   | 0   | 0     | 0      | 0     |

## Disciplinas

### Baloncesto
Turkmenistán clasificó a un equipo masculino basado en el Ranking de la Federación Nacional Sub-18 3x3.
- Torneo masculino - 1 equipo de 4 atletas

### Levantamiento de pesas
Turkmenistán calificó a un atleta por su desempeño en el Campeonato Juvenil Asiático 2018.
- Eventos masculinos - 1 plaza